# Tinkara Kovač
Tinkara Kovač (* 3. září 1978 Koper, Socialistická republika Slovinsko, Socialistická federativní republika Jugoslávie, dnes Slovinsko) je slovinská zpěvačka, která reprezentovala Slovinsko na Eurovision Song Contest 2014 s písní "Spet/Round and Round". Na soutěži obsadila předposlední, 25. místo s celkovým počtem 9 bodů, z toho 8 bodů (3. místo) z Černé Hory a 1 bod (10. místo) z Makedonie.

## Kariéra
Její profesionální kariéra zpěvačky začala v roce 1997, kdy vyhrála cenu pro nejslibnější umělce na festivale Melodije Morja in Sonca v Portoroži. Na festivale se objevila s místním známým skladatelem Danilem Kocjančičem, který spolu s textařem Dragem Mislejem Marinem Legovicem napsal vítěznou píseň a později celý materiál pro její debutové album. Ve stejném roce vyšlo i její debutové album Ne odhaja poletje a také se poprvé zúčastnila národního kola do Eurovision Song Contest, kde se umístila na 10. místě s písní "Veter z juga". V roce 1999 se jej účastní podruhé, a sice se skladbou "Zakaj", která ji vynesla na druhou pozici. V roce 2001 se již potřetí pokoušela o reprezentaci Slovinska v národním kole. Tentokrát s písní "Sonce v očeh" se umístila 5. v semifinále a 4. místo jí patřilo ve finále. V roce 2004, kdy byla na svém čtvrtém koncertě v lublaňské hale Cankarjev, si pozvala Iana Andersona (zpěváka skupiny Jethro Tull), který významně přispěl k jejímu rozhodnutí začít hrát na flétnu. Na pozvání Iana se zúčastnila jako host turné kapely v Chorvatsku, v Itálii, Rakousku a Německu.
Dne 8. března 2014 vyhrála slovinské národní kolo EMA 2014 se svou dvoujazyčnou písni "Spet/Round and Round", načež v květnu reprezentovala Slovinsko na Eurovision Song Contest 2014 v dánské Kodani. Hudbu k písní napsal slovinský zpěvák a skladatel Raay, o text se postarali Tinkara Kovač, Tina Piš a Hannah Mancini, která již v minulosti reprezentovala Slovinsko na Eurovision Song Contest 2013.

## Diskografie
- 1997: Ne Odhaja Poletje
- 1999: Košček Neba
- 2001: Na Robu Kroga
- 2003: O-range
- 2004: Enigma
- 2007: aQa
- 2009: The Best Of Tinkara
- 2012: Rastemo
- 2013: Zazibanke
- 2014: Round and round/Spet
- 2016: Dober dan, življenje
- 2017: Cuori di ossigeno

## Osobní život
Na flétnu se naučila na konzervatoři Giuseppe Tartiniho v Terstu. Bydlí v blízkosti Krasu spolu se svým partnerem a dvěma dcerami.